# Yuri Nikiforovich Danilov
Danilov Yuri (sinh năm 1866 - mất năm 1937) là một đại tướng của quân đội đế quốc Nga, tham gia chiến tranh thế giới thứ nhất.
Từ năm 1907-1914, Danilov phụ trách bộ phận tình báo thuộc Bộ Tham mưu Đế quốc Nga.
Từ năm 1915-1916, ông giữ chức chỉ huy Quân đoàn 25.
Năm 1917, ông chỉ huy tập đoàn quân 5.
Sau Cách mạng Tháng Mười năm 1917 ông di cư sang Pháp.